# Wang Xindi
Wang Xindi (chinesisch 王心迪; * 2. Mai 1995 in Qinhuangdao) ist ein chinesischer Freestyle-Skier. Er startet in der Disziplin Aerials (Springen).

## Werdegang
Wang trat international erstmals bei den Juniorenweltmeisterschaften 2012 in Chiesa in Valmalenco in Erscheinung, wo er die Bronzemedaille gewann. Im Weltcup debütierte er im Januar 2013 in Changchun und belegte dabei den 15. Platz. Zu Beginn der Saison 2014/15 erreichte er mit dem achten Platz in Peking seine erste Top-10-Platzierung im Weltcup. Bei den Weltmeisterschaften 2015 am Kreischberg sprang er auf den 18. Platz. In der Saison 2015/16 kam er bei sechs Weltcupteilnahmen zweimal unter die ersten Zehn und belegte zum Saisonende den 17. Rang im Aerials-Weltcup.
Zu Beginn der Saison 2016/17 gelang Wang mit dem dritten Platz in Beida Lake die erste Podestplatzierung im Weltcup. Im weiteren Saisonverlauf holte er in Minsk seinen ersten Weltcupsieg. Zudem wurde er in Moskau Fünfter und erreichte zum Saisonende den 24. Platz im Gesamtweltcup sowie den sechsten Rang im Aerials-Weltcup. Bei den Weltmeisterschaften 2017 in der Sierra Nevada errang er den 14. Platz. Sein bestes Ergebnis in der Weltcupsaison 2017/18 war ein vierter Platz. Bei den Weltmeisterschaften 2019 in Park City gewann er im erstmals ausgetragenen Teamwettbewerb die Silbermedaille. Mit einem Sieg und drei zweiten Plätzen entschied er in der Weltcupsaison 2018/19 die Aerials-Disziplinenwertung für sich.

## Erfolge

### Weltmeisterschaften
- Kreischberg 2015: 18. Aerials
- Sierra Nevada 2017: 14. Aerials
- Park City 2019: 2. Aerials Team, 6. Aerials Einzel

### Weltcupwertungen
| Saison  | Gesamt | Gesamt | Aerials | Aerials |
| Saison  | Platz  | Punkte | Platz   | Punkte  |
| ------- | ------ | ------ | ------- | ------- |
| 2012/13 | 225.   | 2      | 34.     | 16      |
| 2013/14 | 198.   | 3      | 32.     | 17      |
| 2014/15 | 72.    | 15     | 19.     | 107     |
| 2015/16 | 62.    | 20,67  | 17.     | 124     |
| 2016/17 | 24.    | 37,14  | 6.      | 260     |
| 2017/18 | 57.    | 22,00  | 13.     | 132     |
| 2018/19 | 3.     | 63,20  | 1.      | 316     |
| 2019/20 | 66.    | 19,00  | 16.     | 133     |

### Weltcupsiege
Wang errang im Weltcup bisher 5 Podestplätze, davon 1 Sieg:
| Datum            | Ort   | Land    |
| ---------------- | ----- | ------- |
| 25. Februar 2017 | Minsk | Belarus |

### Juniorenweltmeisterschaften
- Chiesa in Valmalenco 2012: 3. Aerials
- Chiesa in Valmalenco 2013: 4. Aerials
- Chiesa in Valmalenco 2014: 4. Aerials